# زولو (فیلم ۲۰۱۳)
زولو (انگلیسی: Zulu) فیلمی در ژانر جنایی به کارگردانی ژروم سال است که در سال ۲۰۱۳ منتشر شد. از بازیگران آن می‌توان به اورلاندو بلوم و فارست ویتاکر اشاره کرد. این فیلم، به عنوان اختتامیه جشنواره فیلم کن ۲۰۱۳ به نمایش درآمد.